# Modus operandi
Modus operandi (z łac. „sposób działania”) – pojęcie z zakresu kryminalistyki opisujące charakterystyczny i zazwyczaj powtarzalny sposób zachowania się sprawcy czynu zabronionego, który kształtują jego indywidualne cechy oraz możliwości.

## Informacje wstępne
Pojęcie modus operandi, a właściwie modus furandi (od łac. fur „złodziej”) pojawiło się w podręczniku Hansa Grossa. W 1913 roku Anglia, a w 1925 Polska miały już profesjonalne rejestry zawierające opisy sposobów działania poszczególnych przestępców.
Definicja proponowana przez Tadeusza Hanauska (prawnik, profesor kryminalistyki): „modus operandi to powtarzający się sposób działania sprawcy, polegający na atakowaniu takich samych przedmiotów (dóbr), używaniu tych samych lub takich samych technicznych sposobów działania przestępczego, działaniu w podobnym czasie, miejscu czy okolicznościach”.
Analizując modum operandi można uzyskać informacje, które ułatwiają dalsze poszukiwania i schwytanie sprawcy. Bazuje się tu na skłonności ludzkiej do tzw. perseweracji (łac. powtarzania), czyli tendencji do wykonywania takich samych czynności jedną, powtarzaną metodą. Wyidealizowanym przykładem znanym z literatury jest wizytówka Arsène Lupina. Wiadomo też, iż powtarzając dostatecznie długo pewne czynności, dochodzi się do pewnego stopnia zrutynizowania ich.
Zachowanie człowieka w danej sytuacji zależy też między innymi od stanu zdrowia i kondycji fizycznej; inteligencji, wykonywanego zawodu, wiedzy i wykształcenia; wieku i zdobytego doświadczenia; upodobań i osobowości; stanu psychicznego, od kondycji psychofizycznej w danym dniu, od psychopatii, upośledzeń itp.; posiadanych środków (narzędzi, gotówki itp.); wpływu innych osób.

## Analizamodi operandi
Prawidłowo przeanalizowany sposób działania przestępcy pozwala między innymi na typowaniu i wykluczaniu sprawcy danego przestępstwa, oraz bywa przydatny przy budowaniu wersji kryminalistycznych. Jednak raczej nigdy nie identyfikuje jednoznacznie sprawcy. Dane na temat modi operandi najczęściej uzyskuje się z oględzin, zeznań świadków i podejrzanych, ekspertyz biegłych, eksperymentów procesowo-kryminalistycznych i zwykłej pracy operacyjno-rozpoznawczej.
Badając modum operandi nie można skupić się wyłącznie na samym procesie dokonania czynu, ale również na jego przygotowaniu i czynnościach wykonywanych po zdarzeniu. Budując opis dla danego sprawcy należy sprawdzić np.:
- czy czyn był planowany i w jakim stopniu: czy sprawca znał lub nawiązał kontakt z ofiarą, zrobił rozpoznanie miejsca zdarzenia, rozmawiał z osobami znającymi ofiarę, zapewnił sobie fałszywe alibi, środki transportu, narzędzia, czy znalazł wspólników itd.;
- jak czyn został przeprowadzony: jak sprawca dostał się na miejsce przestępstwa, czy wcześniej stosował środki odurzające, czy był uzbrojony, czy się maskował, jakie były specyficzne i główne cechy przestępstwa, co robił sprawca oprócz „głównego” celu (np. pił alkohol lub słuchał muzyki), czy zatarł ślady, czy też ostentacyjnie je pozostawił, jak reagował na niespodziewane sytuacje, i wiele innych;
- jakie działania sprawca podjął po dokonaniu czynu: jak uciekł z miejsca przestępstwa, czy podjął działania mające na celu zmylić policję, co zrobił z ewentualnym łupem i narzędziami potrzebnymi do jego zdobycia, czy wracał na miejsce czynu itd.

Jednak zawsze opisy planowania i zachowania „po” muszą być w ścisłym związku z czynem.
Ten sam sprawca może zmieniać swój sposób dokonywania czynu w zależności od okoliczności i nabieranego doświadczenia. Także wszelakie zagrożenia i utrudnienia mogą wpłynąć na modum operandi. W Polsce Zintegrowany System Informacji Policyjnej wyposażony jest w kartotekę rejestrującą modum operandi danego zdarzenia.
Taki sam modus operandi nie może być potem jedynym dowodem w sądzie, nie można powołując się na niego wydać wyroku w sprawie.